# Equisetum nelsonii
Equisetum nelsonii là một loài dương xỉ trong họ Equisetaceae. Loài này được J.H. Schaffn. mô tả khoa học đầu tiên năm 1926.
Danh pháp khoa học của loài này chưa được làm sáng tỏ. 